# Odznaczenie im. Janka Krasickiego
Odznaczenie im. Janka Krasickiego – odznaczenie okresu PRL, ustanowione w grudniu 1957 przez Komitet Centralny Związku Młodzieży Socjalistycznej i nadawane w uznaniu zasług w wieloletniej pracy w ruchu młodzieżowym. Po powstaniu Związku Socjalistycznej Młodzieży Polskiej nadawane przez ZSMP.

## Stopnie
- Złote Odznaczenie[1]
- Srebrne Odznaczenie
- Brązowe Odznaczenie

## Opis odznaki
Odznaczenie jest wykonane w formie krzyża o wymiarach 30x30 mm, przypominającego kształtem Krzyż Zasługi, lecz bez promieni między ramionami. Na awersie krzyż pokryty jest czerwoną emalią z obrębieniem złotym, srebrnym, lub brązowym w zależności od stopnia. Na środku krzyża znajduje się okrągła tarcza koloru złotego, srebrnego lub brązowego otoczona okręgiem z białej emalii, na której wytłoczone jest popiersie Janka Krasickiego koloru złotego, srebrnego lub brązowego. Rewers krzyża jest gładki. Odznaczenie zawieszone jest na wstążce koloru wiśniowego o szerokości 30 mm z biało-czerwonym paskiem o szerokości 5 mm pośrodku.